# دافيد بريفيو
دافيد بريفيو (بالإيطالية: Davide Brivio)‏ (17 مارس 1988 بميلانو في إيطاليا - ) هو لاعب كرة قدم إيطالي في مركز الظهير. شارك مع منتخب إيطاليا تحت 16 سنة لكرة القدم ومنتخب إيطاليا تحت 17 سنة لكرة القدم ومنتخب إيطاليا تحت 18 سنة لكرة القدم ومنتخب إيطاليا تحت 19 سنة لكرة القدم ومنتخب إيطاليا تحت 20 سنة لكرة القدم ومنتخب إيطاليا تحت 21 سنة لكرة القدم. أما مع النوادي، فقد لعب مع أتالانتا وفيورنتينا ونادي جنوى ونادي فيتشينزا ونادي ليتشي وهيلاس فيرونا.

## وصلات خارجية
- دافيد بريفيو على موقع قاعدة بيانات كرة القدم.إي يو (الإنجليزية)
- دافيد بريفيو على موقع Soccerway.com (الإنجليزية)
- دافيد بريفيو على موقع AS.com (الإسبانية)